# 이슬람혁명군 인민전선
이슬람혁명군 인민전선(페르시아어: جبهه مردمی نیروهای انقلاب اسلامی)은 2016년 10명의 각계 다른 보수주의 성향 인사들이 결성한 이란의 정치조직이다.
2017년 대선 때 통솔기구로서 하산 로우하니에 대항할 보수 단일 후보를 선출할 것을 맹세했으며, 모함마드 바게르 갈리바프의 사퇴 이후 에브라힘 라이시를 단일 후보로 선출했으나, 본선에서 로우하니에 밀려 2위로 낙선했다.

## 같이 보기
- 이슬람 이란 건설자 동맹